# Jacobina (ort)
Jacobina är en ort i Brasilien.   Den ligger i kommunen Jacobina och delstaten Bahia, i den östra delen av landet, 1 000 km nordost om huvudstaden Brasília. Jacobina ligger 476 meter över havet och antalet invånare är 47 637.
Terrängen runt Jacobina är kuperad åt sydost, men åt nordväst är den platt. Det finns inga andra samhällen i närheten.
Omgivningarna runt Jacobina är huvudsakligen savann. Runt Jacobina är det glesbefolkat, med 10 invånare per kvadratkilometer.